# Brookfield (New York)
Brookfield város az USA New York államában, Madison megyében. Lakosainak száma 2247 fő (2020. április 1.).

## Népesség
A település népességének változása:
| Lakosok száma | 2403 | 2545 | 2247 |
|               | 2000 | 2010 | 2020 |